# Gmina Obrowo
Die Gmina Obrowo ist eine Landgemeinde im Powiat Toruński der Woiwodschaft Kujawien-Pommern in Polen. Ihr Sitz ist das gleichnamige Dorf (deutsch 1942–1945 Obrau) mit etwa 1400 Einwohnern. 

## Gliederung
Zur Landgemeinde Obrowo gehören 21 Dörfer (deutsche Namen bis 1945) mit einem Schulzenamt:
| - Bartoszewo (1942–1945 Bartelsriege) - Brzozówka (1942–1945 Birkheide) - Dobrzejewice (Dobrzejewice, 1942–1945 Godenfeld) - Dzikowo (1942–1945 Sickau) - Głogowo (1942–1945 Glogen) - Kawęczyn (1942–1945 Plagenfeld) - Kazimierzewo (1942–1945 Kaßmersboden) | - Kuźniki (1942–1945 Eisenhammer) - Łążyn - Łążynek - Obory (1942–1945 Oberforst) - Obrowo (1942–1945 Obrau) - Osiek (1942–1945 Schanzfeld) - Sąsieczno - Silno (Schillno, älter auch Schlinge) | - Skrzypkowo (1942–1945 Halmbruch) - Smogorzewiec (1942–1945 Schmögers) - Stajenczynki (1942–1945 Steinwiese) - Szembekowo (1942–1945 Schembeck) - Zawały (1942–1945 Hinterwall) - Zębowo - Zębówiec |

Eine weitere Ortschaft der Gemeinde ist Łęk-Osiek (1940–1942 Leng-Osiek, 1942–1945 Lengden, älter auch Osieker Lengden).